# Lioré et Olivier LeO H-46
Le Lioré et Olivier H-46 était un prototype d’avion militaire de l'entre-deux-guerres réalisé en France par le constructeur aéronautique Lioré et Olivier.